# Галерија грбова Немачке
Галерија грбова Немачке обухвата актуелни грб Немачке, њене историјске грбове, као и грбове њених 16 савезних држава.

## Актуелни грб Немачке
- Грб
 Савезне Републике Немачке 
 (1945-данас)
- Друга верзија грба
 Савезне Републике Немачке

## Историјски грбови Немачке
- Грб
 Светог римског царства 
 (962–1806)
- Грб 
 Немачке конфедерације 
 (1815 - 1866)
- Мањи грб
Немачког царства 
 (1871 - 1918)
- Већи грб
Немачког царства 
 (1871 - 1918)
- Грб 
 Вајмарске републике
 (1918-1933)
- Грб
 Трећег рајха
  (1933-1945)
- Грб
 Немачке Демократске Републике 
 (1949-1990)

## Савезне државе Немачке
- Грб
 Баварске
- Грб
 Баден-Виртемберга
- Грб
 Берлина
- Грб
 Бранденбурга
- Грб
 Бремена
- Грб
 Доње Саксоније
- Грб
 Мекленбург-Западне Помераније
- Грб
 Рајне-Палатината
- Грб
 Саксоније
- Грб
 Саксоније-Анхалта
- Грб
 Сарланда
- Грб
 Северне Рајне-Вестфалије
- Грб
Тирингије
- Грб
 Хамбурга
- Грб
 Хесена
- Грб
 Шлезвиг-Холштајна

## Немачки градови и окрузи

### Окрузи у Северној Рајној-Вестфалији
- Ахен
- Боркен
- Варендорф
- Весел
- Гитерсло
- Дирен
- Енепе-Рур
- Зест
- Зиген-Витгенстеин
- Клеве
- Косфелд
- Липе
- Меркиш
- Метман
- Минден-Лубеке
- Нојс
- Оберберг
- Ојзкирхен
- Олпе
- Падерборн
- Рајна-Берг
- Рајна-Ерфт
- Рајна-Зиг
- Реклингхаузен
- Уна
- Фирзен
- Хајнзберг
- Херфорд
- Хоктер
- Хохзауерланд
- Штајнфурт